# Клуе
Клуе (фр. Cloué) насеље је и општина у западној Француској у региону Поату-Шарант, у департману Вијена која припада префектури Поатје.
По подацима из 2011. године у општини је живело 475 становника, а густина насељености је износила 38,9 становника/km². Општина се простире на површини од 12,21 km². Налази се на средњој надморској висини од 300 метара (максималној 147 m, а минималној 95 m).

## Демографија
| 1962. | 1968. | 1975. | 1982. | 1990. | 1999. | 2011. |
| ----- | ----- | ----- | ----- | ----- | ----- | ----- |
| 402   | 421   | 379   | 379   | 396   | 446   | 475   |

График промене броја становника у току последњих година